# Tournefortia smaragdina
Tournefortia smaragdina är en strävbladig växtart som beskrevs av G.R. Proctor. Tournefortia smaragdina ingår i släktet Tournefortia och familjen strävbladiga växter. Inga underarter finns listade i Catalogue of Life.